# 山内真次
山内 真次（やまのうち さねつぐ）は、戦国時代から江戸時代初期の武将。

## 略歴
遠江国城東郡西方の人。若い頃に尾張国に出て関越後という武士に従い、16歳の時に初首を挙げたという。後に故郷に帰り、近隣領主の高天神城主・小笠原氏助に仕える。元亀3年（1572年）武田信玄の西上作戦によって高天神城が攻められた時、浜松城の徳川家康への使者に立てられている。
次いで東条松平家の松平家忠の家臣となり、同家老の松平康親の指揮下に入る。康親とともに諏訪原城に入り、遠江・駿河戦線に転戦してしばしば武功を挙げた。天正9年（1581年）松平家忠の没後はその跡を継いだ松平忠吉の配下となり、引き続き松平康親・康重父子の指揮に従う。天正10年（1582年）康親が駿河三枚橋城に移るとこれに従い、天正壬午の乱では後北条氏の軍勢と戦う。天正18年（1590年）小田原征伐では鷹ノ巣城攻めで戦功があった。同年に徳川氏は関東に転封となるが、真次は故郷を去り難いとして一旦辞去した。しかし程なく忍城主となっていた松平忠吉に再仕官し、400石を与えられている。慶長5年（1600年）関ヶ原の戦いに従軍。戦後に忠吉が尾張清洲藩主となると300石を加増された。
慶長12年（1607年）忠吉が亡くなると家康の命で川中島藩主・松平忠輝に1,100石で附属させられ、忠輝が越後高田藩主となるとさらに300石を加増された。大坂の陣では両陣出陣し、夏の陣では松平重勝の指揮下にあった。元和2年（1616年）忠輝が改易となると、尾張藩に就封していた徳川義直に仕えた。寛永7年（1628年）名古屋で没。長男の真吉は病弱だったために別家を立て、家督は次男の真秀が継承した。

## 逸話
- 諏訪原城在城時、田中城の板垣信安の軍勢と戦った際[注釈 2]、真次は同僚の進士清三郎[注釈 3]とともに殿を務めた。そのうち真次は矢を使い尽くしてしまったので、清三郎の矢を借りて戦った。やがて敵将の志村金右衛門[注釈 4]が、強弓によって背後にあった松の木ごと射抜かれた。戦後、板垣信安は志村を射抜いた矢を諏訪原城へ送り返し、その強弓を称賛した。その矢には清三郎の名が書かれていたものの、清三郎は「そのような強弓ならば真次が射たものでしょう」と言い、真次は「矢に清三郎の名が書かれているのだから清三郎が射たのでしょう」と互いに譲り合った。松平康重はこの二人の謙遜を徳として双方に感状を与えたという。後年、この事情を知っていた徳川家康はこの功績を真次のもとの考え、矢5本を下賜している[15][10]。
- 真次は関ヶ原の戦いまでに各地を転戦し、33の首級を挙げる武功を立てていた。関ヶ原の戦いの後、真次は故郷の東泉庵で法華経千部を読誦する法要を執り行い、自らが討ち取った者らへの首供養を行っている[9][16]。
- 慶長12年（1607年）松平忠吉が江戸で死去すると、その旧臣だった小笠原吉光は江戸に駆け付けて、真次を介錯に指名して増上寺で殉死した。介錯の際、真次は二振りで吉光の首を落としたが、これを見物していた伊達政宗は「礼の太刀、二の太刀で首を落とすのは切腹の介錯の作法に乗っ取っている。真次は武家の故実をよく知っている」と称賛したという。また吉光は生前より、もし自分が切腹することがあれば介錯は真次に任せたいと公言し、念書を常に持ち歩いていたという[17][18]。